# Сигнальщик (тральщик)
«Сигнальщик» — морской тральщик проекта 266М «Аквамарин» Черноморского флота ВМФ СССР. Первый корабль на Чёрном море, который до официального раздела флота по инициативе экипажа в 1992 года поднял украинский флаг. 

## Постройка
Морской тральщик "Сигнальщик" был заложен 10 марта 1972 года на Средне-Невском ССЗ (заводской номер 918).  9 января 1973 года был спущен на воду, 20 июля 1973 года вступил в состав Черноморского флота.

## Служба
Корабль входил в состав 68-й бригады охраны водного района Крымской военно-морской базы. Бортовой номер 954.
В 1980 году нёс боевую службу в Средиземном море.
В 1989 году тральщик нёс службу в Персидском заливе в составе сил 8-й оперативной эскадры.
До 1991 года командиром тральщика был капитан 3-го ранга Игорь Тенюх, однако за свои политические взгляды последний был отстранен от должности командира корабля.
28 июня 1992 года, экипаж тральщика под командованием капитана 3 ранга Теймура Сулейманова поднял флаг Украины. Понимая, какую реакцию могли вызвать эти действия, перед этим Сулейманов приказал выставить на корабле вооруженную охрану.

Я знал, какие действия могут быть приняты командованием против нас, — вспоминает бывший командир корабля капитан 1 ранга Теймур Сулейманов, — поэтому поставил на охране Государственного флага мичманов А. Накалюжного и Л. Рябового. Была усилена охрана корабля, я запретил доступ посторонних лиц на борт.

Узнав о происшедшем, в тот же день на корабль прибыл командир дивизиона, капитан 2 ранга Михаил Спалек. Опасаясь вооруженного конфликта, он пытался договориться с командой тральщика. Там он находился целую ночь. Зная, что вскоре для выяснения обстоятельств на корабль прибудут военные, он вызвал машину, которая отвезла Т. Сулейманова домой.

Он заявил, что не может спать, потому что в сейфе в моей каюте пистолеты и взрывные патроны, — рассказывает капитан 1 ранга Теймур Сулейманов. — Потом он вызвал машину, которая отвезла меня домой.
29 июня 1992 г. на борт «Сигнальщика», который таким образом остался без своего командира, прибыл командир бригады, который потребовал снять флаг Украины, по воспоминаниям он даже пытался самостоятельно сорвать его с мачты корабля, но мичманы Накалюжный и Рябовой не позволили ему этого сделать, мотивируя свои действия тем, что имеют на то приказ командира корабля.
А в это время командира «Сигнальщика» Сулейманова отвезли на экстренное заседание военного совета флота. Там над офицерами мятежного корабля была учинена дисциплинарная расправа.

Я впервые увидел столько адмиралов и генералов, — говорит капитан 1 ранга Теймур Сулейманов. — Мне зачитали приказ командующего ЧФ о снятии с должности командира корабля и снятия с должности моего заместителя по воспитательной работе капитан-лейтенанта Владимира Лещенко.

Вернувшись на корабль, капитан 3 ранга Т.Сулейманов был вынужден сдать командиру дивизиона корабельные документы, медикаменты, оружие и боеприпасы, которые находились в его каюте. Сулейманов приказал спустить с мачты Государственный флаг Украины, подчинившись приказу командующего ЧФ. Затем он взял спущенный флаг, аккуратно сложил его, и сошел на берег. Через несколько дней офицеров и мичманов тральщика «Сигнальщик» начали снимать с должностей или переводить на другие корабли.
Когда в Севастополь для выяснения обстоятельств прибыла организационная группа Военно-Морских Сил Украины, то она не была допущена
на территорию части, в расположении которой находился корабль. Тем не менее, 1 июля вышел приказ министра обороны Украины за № 112, о внесении морского тральщика в корабельный состав ВМС Украины, однако экипаж «Сигнальщика» в это время уже был расформирован, а на корабль командование ЧФ перевело другую, благонадежную, команду.
21 июля 1992 года из Донузлава в направлении Одессы под украинским флагом вышел СКР-112.
Большая часть старой команды тральщика пришла к организационной группе Военно-Морских Сил Украины, где они были зачислены на украинскую службу. Часть людей вошла в состав экипажа готовящегося к спуску фрегата «Гетман Сагайдачный». Тральщик, несмотря на приказ министра обороны Украине передан так и не был. 
5 июля 1994 года он был выведен из состава флота, а в 1995 году разрезан на металл.

## Командиры
- капитан-лейтенант, капитан 3-го ранга Игорь Тенюх (1989-1991)
- капитан 3-го ранга Теймур Сулейманов (1992)